# Sedum farinosum
Sedum farinosum är en fetbladsväxtart som beskrevs av Richard Thomas. Lowe. Sedum farinosum ingår i Fetknoppssläktet som ingår i familjen fetbladsväxter. Inga underarter finns listade i Catalogue of Life.